# In fuga col cretino
In fuga col cretino (Le boulet) è un film del 2002 diretto da Alain Berbérian e Frédéric Forestier.
Un criminale in prigione affida a un secondino la ricevuta di una giocata al lotto. La moglie del secondino, innamorata di un altro, scappa con lui. La schedina risulta vincente, il criminale la rivuole indietro. Il secondino, goffo e impacciato, si convince che la moglie se la sia portata con sé. Al che il prigioniero evade e insieme vanno alla ricerca della moglie. Le sorprese non mancheranno, molto divertente.